# Đội hình vô địch bóng đá Nam Á 2018
Bài viết này liệt kê giải đấu quốc gia bóng đá đội tuyển' cho giải đấu Giải Vô địch bóng đá Nam Á 2018 được tổ chức tại Bangladesh, giữa ngày 4 tháng 9 và ngày 15 tháng 9 năm 2018. Vị trí được liệt kê cho mỗi cầu thủ là theo danh sách đội hình trong các báo cáo trận đấu chính thức của bóng đá Nam Á. Độ tuổi được liệt kê cho mỗi người chơi là vào ngày 4 tháng 9 năm 2018, ngày đầu tiên của giải đấu. Người chơi có thể có nhiều quốc tịch không thuộc FIFA. Một lá cờ được bao gồm cho các huấn luyện viên có quốc tịch khác với đội tuyển quốc gia của họ.

## Bảng A

### Bangladesh
Bangladesh đã công bố đội hình của họ vào ngày 3 tháng 9 năm 2018.
Huấn luyện Viên:  Jamie Day

| Số | VT | Cầu thủ                | Ngày sinh (tuổi)            | Trận | Bàn | Câu lạc bộ         |
| -- | -- | ---------------------- | --------------------------- | ---- | --- | ------------------ |
| 1  | TM | Ashraful Islam Rana    | 1 tháng 5, 1988 (30 tuổi)   | 9    | 0   | Saif Sporting      |
| 22 | TM | Shahidul Alam          | 16 tháng 9, 1988 (29 tuổi)  | 18   | 0   | Dhaka Abahani      |
| 25 | TM | Anisur Rahman Zico     | 10 tháng 8, 1997 (21 tuổi)  | 0    | 0   | Saif Sporting      |
|    |    |                        |                             |      |     |                    |
| 2  | HV | Nasiruddin Chowdhury   | 3 tháng 12, 1989 (28 tuổi)  | 23   | 1   | Dhaka Abahani      |
| 3  | HV | Wali Faisal            | 1 tháng 3, 1985 (33 tuổi)   | 38   | 0   | Dhaka Abahani      |
| 4  | HV | Topu Barman            | 20 tháng 12, 1994 (23 tuổi) | 21   | 1   | Saif Sporting      |
| 5  | HV | Tutul Hossain Badsha   | 12 tháng 8, 1998 (20 tuổi)  | 2    | 0   | Dhaka Abahani      |
| 12 | HV | Bishwanath Ghosh       | 30 tháng 5, 1999 (19 tuổi)  | 0    | 0   | Sheikh Russel      |
| 21 | HV | Sushanto Tripura       | 5 tháng 10, 1998 (19 tuổi)  | 0    | 0   | Saif Sporting      |
|    |    |                        |                             |      |     |                    |
| 6  | TV | Jamal Bhuyan (captain) | 10 tháng 4, 1990 (28 tuổi)  | 28   | 0   | Saif Sporting      |
| 7  | TV | Emon Mahmud Babu       | 3 tháng 6, 1991 (27 tuổi)   | 9    | 0   | Bashundhara Kings  |
| 8  | TV | Mamunul Islam          | 12 tháng 12, 1988 (29 tuổi) | 51   | 3   | Chittagong Abahani |
| 13 | TV | Atiqur Rahman Fahad    | 15 tháng 9, 1995 (22 tuổi)  | 2    | 0   | Dhaka Abahani      |
| 15 | TV | Biplu Ahmed            | 5 tháng 5, 1999 (19 tuổi)   | 1    | 0   | Dhaka Mohammedan   |
| 17 | TV | Sohel Rana             | 27 tháng 3, 1995 (23 tuổi)  | 25   | 0   | Dhaka Abahani      |
| 18 | TV | Masuk Mia Jony         | 16 tháng 1, 1998 (20 tuổi)  | 4    | 0   | Saif Sporting      |
| 19 | TV | Faisal Mahmud          | 16 tháng 1, 1983 (35 tuổi)  | 8    | 0   | Dhaka Mohammedan   |
|    |    |                        |                             |      |     |                    |
| 9  | TĐ | Saad Uddin             | 1 tháng 9, 1998 (20 tuổi)   | 0    | 0   | Dhaka Abahani      |
| 10 | TĐ | Shakhawat Hossain Rony | 8 tháng 10, 1991 (26 tuổi)  | 17   | 7   | Chittagong Abahani |
| 16 | TĐ | Mahbubur Rahman Sufil  | 10 tháng 9, 1999 (18 tuổi)  | 1    | 1   | Arambagh KS        |

### Bhutan
Huấn luyện Viên:  Trevor Morgan
| Số | VT | Cầu thủ                          | Ngày sinh (tuổi)            | Trận | Bàn | Câu lạc bộ       |
| -- | -- | -------------------------------- | --------------------------- | ---- | --- | ---------------- |
| 1  | TM | Ngawang Jamphel                  | 27 tháng 9, 1992 (25 tuổi)  | 1    | 0   | Thimphu City     |
| 19 | TM | Kinzang Gyeltshen                | 16 tháng 4, 1993 (25 tuổi)  | 1    | 0   | Thimphu FC       |
| 21 | TM | Tshering Dendup                  | 4 tháng 4, 1994 (24 tuổi)   | 4    | 0   | Paro United      |
|    |    |                                  |                             |      |     |                  |
| 2  | HV | Tshering Samdup                  | 5 tháng 2, 1998 (20 tuổi)   | 0    | 0   | Transport United |
| 3  | HV | Choki Wangchuk                   | 2 tháng 2, 1998 (20 tuổi)   | 5    | 0   | Transport United |
| 4  | HV | Mipham Jigme                     | 20 tháng 11, 1998 (19 tuổi) | 0    | 0   | Thimphu City     |
| 9  | HV | Tenzin Dorji                     | 18 tháng 8, 1997 (21 tuổi)  | 6    | 0   | Transport United |
| 12 | HV | Phuntsho Jigme                   | 11 tháng 9, 1997 (20 tuổi)  | 0    | 0   | Thimphu FC       |
| 22 | HV | Rinchen Dorji                    | 24 tháng 4, 1994 (24 tuổi)  | 0    | 0   | Transport United |
|    |    |                                  |                             |      |     |                  |
| 6  | TV | Galey Zangpo                     | 2 tháng 4, 1994 (24 tuổi)   | 0    | 0   | Druk Star        |
| 8  | TV | Karma Shedrup Tshering (captain) | 9 tháng 4, 1990 (28 tuổi)   | 28   | 1   | Thimphu City     |
| 13 | TV | Kencho Tobgay                    | 11 tháng 10, 1991 (26 tuổi) | 3    | 0   | Transport United |
| 15 | TV | Nima Wangdi                      | 6 tháng 12, 1998 (19 tuổi)  | 10   | 0   | Thimphu City     |
| 16 | TV | Tshering Dorji                   | 11 tháng 9, 1995 (22 tuổi)  | 25   | 4   | Thimphu City     |
| 18 | TV | Chimi Dorji                      | 22 tháng 12, 1993 (24 tuổi) | 12   | 0   | Thimphu City     |
|    |    |                                  |                             |      |     |                  |
| 7  | TĐ | Chencho Gyeltshen                | 10 tháng 5, 1996 (22 tuổi)  | 30   | 10  | Bengaluru FC     |
| 10 | TĐ | Kabi Raj Rai                     | 17 tháng 3, 1997 (21 tuổi)  | 0    | 0   | Paro United      |
| 17 | TĐ | Tsenda Dorji                     | 12 tháng 2, 1995 (23 tuổi)  | 0    | 0   | Thimphu FC       |
| 20 | TĐ | Phurba Wangchuk                  | 18 tháng 2, 1996 (22 tuổi)  | 0    | 0   | Tensung          |
| 23 | TĐ | Kuenga Rabgay                    | 1 tháng 1, 1998 (20 tuổi)   | 0    | 0   | Druk Star        |

### Nepal
Nepal công bố đội hình của họ vào ngày 27 tháng 8 năm 2018.
Huấn luyện Viên: Bal Gopal Maharjan
| Số | VT | Cầu thủ                  | Ngày sinh (tuổi)           | Trận | Bàn | Câu lạc bộ         |
| -- | -- | ------------------------ | -------------------------- | ---- | --- | ------------------ |
| 1  | TM | Bikesh Kuthu             | 24 tháng 6, 1993 (25 tuổi) | 5    | 0   | Nepal Army         |
| 16 | TM | Kiran Chemjong           | 20 tháng 3, 1990 (28 tuổi) | 52   | 0   | T.C. Sports Club   |
| 19 | TM | Alan Neupane             | 24 tháng 6, 1996 (22 tuổi) |      |     | Three Star         |
|    |    |                          |                            |      |     |                    |
| 3  | HV | Biraj Maharjan (captain) | 18 tháng 9, 1990 (27 tuổi) | 68   | 1   | Manang Marshyangdi |
| 4  | HV | Ananta Tamang            | 14 tháng 1, 1998 (20 tuổi) | 16   | 1   | Three Star         |
| 5  | HV | Devendra Tamang          | 1 tháng 11, 1993 (24 tuổi) | 3    | 0   | Chyasal Youth Club |
| 6  | HV | Aditya Chaudhary         | 19 tháng 4, 1996 (22 tuổi) | 17   | 0   | Armed Police Force |
| 22 | HV | Dinesh Rajbanshi         | 4 tháng 4, 1998 (20 tuổi)  | 1    | 0   | Nepal Police       |
| 23 | HV | Rohit Chand              | 1 tháng 3, 1992 (26 tuổi)  | 49   | 0   | Persija Jakarta    |
| 25 | HV | Suman Aryal              | 9 tháng 3, 1996 (22 tuổi)  |      |     | Nepal Police       |
|    |    |                          |                            |      |     |                    |
| 7  | TV | Nirajan Khadka           | 6 tháng 10, 1988 (29 tuổi) | 28   | 0   | Three Star         |
| 8  | TV | Bishal Rai               | 22 tháng 9, 1994 (23 tuổi) | 14   | 3   | Manang Marshyangdi |
| 9  | TV | Sunil Bal                | 1 tháng 1, 1998 (20 tuổi)  |      |     | Three Star         |
| 11 | TV | Heman Gurung             | 27 tháng 2, 1996 (22 tuổi) | 12   | 0   | Manang Marshyangdi |
| 15 | TV | Sujal Shrestha           | 4 tháng 2, 1993 (25 tuổi)  | 18   | 2   | Manang Marshyangdi |
| 30 | TV | Hemant Thapa Magar       | 7 tháng 1, 1998 (20 tuổi)  | 1    | 0   | Chyasal Youth Club |
|    |    |                          |                            |      |     |                    |
| 10 | TĐ | Bimal Gharti Magar       | 26 tháng 1, 1998 (20 tuổi) | 26   | 6   | Three Star         |
| 14 | TĐ | Anjan Bista              | 15 tháng 5, 1998 (20 tuổi) | 22   | 0   | Manang Marshyangdi |
| 18 | TĐ | Nawayug Shrestha         | 8 tháng 6, 1990 (28 tuổi)  | 18   | 5   | Paro FC            |
| 21 | TĐ | Bharat Khawas            | 22 tháng 7, 1991 (27 tuổi) | 46   | 9   | Nepal Army         |

### Pakistan
Pakistan công bố đội hình của họ vào ngày 1 tháng 9 năm 2018.
Huấn luyện Viên:  José Antonio Nogueira
| Số | VT | Cầu thủ                      | Ngày sinh (tuổi)            | Trận | Bàn | Câu lạc bộ     |
| -- | -- | ---------------------------- | --------------------------- | ---- | --- | -------------- |
| 1  | TM | Yousuf Butt                  | 18 tháng 10, 1989 (28 tuổi) | 12   | 0   | Greve Fodbold  |
| 18 | TM | Ahsanullah Ahmed             | 23 tháng 2, 1995 (23 tuổi)  | 0    | 0   | SSGC           |
| 22 | TM | Saqib Hanif                  | 28 tháng 4, 1994 (24 tuổi)  | 2    | 0   | BA. A. Maalhos |
|    |    |                              |                             |      |     |                |
| 2  | HV | Mohammad Umar Hayat          | 22 tháng 9, 1996 (21 tuổi)  | 0    | 0   | WAPDA          |
| 3  | HV | Mohsin Ali                   | 1 tháng 6, 1996 (22 tuổi)   | 4    | 0   | WAPDA          |
| 4  | HV | Abdullah Qazi                | 25 tháng 3, 1995 (23 tuổi)  | 0    | 0   | La Máquina     |
| 6  | HV | Zesh Rehman                  | 14 tháng 10, 1983 (34 tuổi) | 18   | 1   | Southern       |
| 23 | HV | Faisal Iqbal                 | 8 tháng 4, 1992 (26 tuổi)   | 18   | 0   | NBP            |
| 28 | HV | Shehbaz Younus               | 2 tháng 3, 1996 (22 tuổi)   | 0    | 0   | Army           |
|    |    |                              |                             |      |     |                |
| 5  | TV | Naveed Ahmed                 | 3 tháng 1, 1993 (25 tuổi)   | 8    | 0   | Navy           |
| 7  | TV | Bilawal Ur-Rehman            | 4 tháng 10, 1993 (24 tuổi)  | 4    | 0   | SSGC           |
| 8  | TV | Mehmood Khan                 | 10 tháng 6, 1991 (27 tuổi)  | 4    | 0   | SSGC           |
| 12 | TV | Saadullah Khan               | 4 tháng 6, 1994 (24 tuổi)   | 3    | 1   | SSGC           |
| 17 | TV | Saddam Hussain (Captain)     | 10 tháng 4, 1993 (25 tuổi)  | 19   | 0   | SSGC           |
| 21 | TV | Muhammad Adil                | 9 tháng 7, 1992 (26 tuổi)   | 19   | 0   | KRL            |
| 27 | TV | Ahmed Faheem                 | 4 tháng 12, 1994 (23 tuổi)  | 0    | 0   | WAPDA          |
|    |    |                              |                             |      |     |                |
| 9  | TĐ | Muhammad Ali                 | 2 tháng 9, 1989 (29 tuổi)   | 8    | 0   | Greve Fodbold  |
| 10 | TĐ | Hassan Bashir (Vice-captain) | 7 tháng 1, 1987 (31 tuổi)   | 15   | 4   | Greve Fodbold  |
| 14 | TĐ | Adnan Mohammad               | 2 tháng 7, 1996 (22 tuổi)   | 0    | 0   | Lyngby         |
| 16 | TĐ | Muhammad Riaz                | 27 tháng 2, 1996 (22 tuổi)  | 1    | 0   | K-Electric     |

## Bảng B

### Ấn Độ
Ấn Độ đã công bố đội hình của họ vào ngày 4 tháng 9 năm 2018.
Huấn luyện Viên:  Stephen Constantine

| Số | VT | Cầu thủ                  | Ngày sinh (tuổi)            | Trận | Bàn | Câu lạc bộ    |
| -- | -- | ------------------------ | --------------------------- | ---- | --- | ------------- |
| 1  | TM | Vishal Kaith             | 5 tháng 7, 1996 (22 tuổi)   | 0    | 0   | Pune City     |
| 16 | TM | Kamaljit Singh           | 28 tháng 12, 1995 (22 tuổi) | 0    | 0   | Pune City     |
| 30 | TM | Sukhdev Patil            | 23 tháng 11, 1998 (19 tuổi) | 0    | 0   | Delhi Dynamos |
|    |    |                          |                             |      |     |               |
| 2  | HV | Salam Ranjan Singh       | 4 tháng 12, 1995 (22 tuổi)  | 4    | 0   | East Bengal   |
| 3  | HV | Subhasish Bose (captain) | 18 tháng 8, 1995 (23 tuổi)  | 4    | 0   | Mumbai City   |
| 5  | HV | Davinder Singh           | 23 tháng 9, 1995 (22 tuổi)  | 0    | 0   | Mumbai City   |
| 6  | HV | Jerry Lalrinzuala        | 30 tháng 7, 1998 (20 tuổi)  | 5    | 0   | Chennaiyin    |
| 12 | HV | Sarthak Golui            | 3 tháng 11, 1997 (20 tuổi)  | 0    | 0   | Mohun Bagan   |
| 29 | HV | Mohammad Sajid Dhot      | 10 tháng 12, 1997 (20 tuổi) | 0    | 0   | Delhi Dynamos |
|    |    |                          |                             |      |     |               |
| 7  | TV | Anirudh Thapa            | 15 tháng 1, 1998 (20 tuổi)  | 7    | 0   | Chennaiyin    |
| 8  | TV | Germanpreet Singh        | 24 tháng 6, 1996 (22 tuổi)  | 4    | 0   | Chennaiyin    |
| 14 | TV | Vinit Rai                | 10 tháng 10, 1997 (20 tuổi) | 1    | 0   | Delhi Dynamos |
| 19 | TV | Ashique Kuruniyan        | 14 tháng 6, 1997 (21 tuổi)  | 4    | 0   | Pune City     |
| 21 | TV | Vignesh Dakshinamurthy   | 5 tháng 3, 1998 (20 tuổi)   | 0    | 0   | Mumbai City   |
| 22 | TV | Nikhil Poojari           | 3 tháng 9, 1995 (23 tuổi)   | 2    | 0   | Pune City     |
| 25 | TV | Lallianzuala Chhangte    | 8 tháng 6, 1997 (21 tuổi)   | 4    | 2   | Delhi Dynamos |
|    |    |                          |                             |      |     |               |
| 9  | TĐ | Manvir Singh             | 6 tháng 11, 1995 (22 tuổi)  | 2    | 0   | FC Goa        |
| 10 | TĐ | Sumeet Passi             | 12 tháng 9, 1994 (23 tuổi)  | 4    | 2   | Jamshedpur FC |
| 11 | TĐ | Hitesh Sharma            | 25 tháng 12, 1997 (20 tuổi) | 0    | 0   | ATK           |
| 15 | TĐ | Farukh Choudhary         | 8 tháng 11, 1996 (21 tuổi)  | 0    | 0   | Jamshedpur FC |

### Maldives
Maldives công bố đội hình của họ vào ngày 2 tháng 9 năm 2018.
Huấn luyện viên:  Petar Segrt
| Số | VT | Cầu thủ                      | Ngày sinh (tuổi)            | Trận | Bàn | Câu lạc bộ          |
| -- | -- | ---------------------------- | --------------------------- | ---- | --- | ------------------- |
| 1  | TM | Shareef Hussain              | 5 tháng 9, 1998 (19 tuổi)   | 0    | 0   | Maziya              |
| 18 | TM | Tholaal Hassan               | 31 tháng 3, 1990 (28 tuổi)  | 0    | 0   | United Victory      |
| 22 | TM | Mohamed Faisal               | 4 tháng 9, 1988 (30 tuổi)   | 14   | 0   | New Radiant         |
|    |    |                              |                             |      |     |                     |
| 2  | HV | Ali Samooh                   | 5 tháng 7, 1996 (22 tuổi)   | 11   | 0   | Maziya              |
| 3  | HV | Ahmed Numaan                 | 10 tháng 11, 1992 (25 tuổi) | 1    | 0   | Club Eagles         |
| 4  | HV | Hussain Sifaau Yoosuf        | 4 tháng 2, 1996 (22 tuổi)   | 2    | 1   | Club Eagles         |
| 13 | HV | Akram Abdul Ghanee (captain) | 19 tháng 3, 1987 (31 tuổi)  | 57   | 0   | New Radiant         |
| 19 | HV | Mujuthaaz Mohamed            | 25 tháng 10, 1992 (25 tuổi) | 2    | 0   | Club Eagles         |
| 25 | HV | Samdhooh Mohamed             | 29 tháng 9, 1991 (26 tuổi)  | 13   | 0   | Club Green Streets  |
|    |    |                              |                             |      |     |                     |
| 6  | TV | Mohamed Arif                 | 11 tháng 8, 1985 (33 tuổi)  | 51   | 1   | Club Eagles         |
| 7  | TV | Ali Fasir                    | 4 tháng 9, 1988 (30 tuổi)   | 47   | 10  | New Radiant         |
| 10 | TV | Hamza Mohamed                | 17 tháng 2, 1995 (23 tuổi)  | 28   | 2   | New Radiant         |
| 5  | TV | Mohamed Irufaan              | 24 tháng 7, 1994 (24 tuổi)  | 4    | 0   | Maziya              |
| 20 | TV | Ibrahim Waheed Hassan        | 15 tháng 11, 1995 (22 tuổi) | 3    | 1   | T.C. Sports Club    |
| 23 | TV | Hussain Nihan                | 6 tháng 7, 1992 (26 tuổi)   | 1    | 0   | Victory Sports Club |
| 27 | TV | Ahmed Imaz                   | 12 tháng 4, 1992 (26 tuổi)  | 17   | 2   | Maziya              |
|    |    |                              |                             |      |     |                     |
| 9  | TĐ | Asadhulla Abdulla            | 19 tháng 10, 1990 (27 tuổi) | 30   | 9   | Maziya              |
| 11 | TĐ | Naiz Hassan                  | 10 tháng 5, 1996 (22 tuổi)  | 17   | 8   | Maziya              |
| 14 | TĐ | Riham Abdul Gani             | 2 tháng 3, 1997 (21 tuổi)   | 2    | 0   | New Radiant         |
| 17 | TĐ | Ibrahim Mahudhee             | 22 tháng 8, 1993 (25 tuổi)  | 3    | 1   | T.C. Sports Club    |

### Sri Lanka
Sri Lanka công bố đội hình của họ vào ngày 24 tháng 8 năm 2018.
Huấng Luyện Viêm: Pakir Ali
| Số | VT | Cầu thủ                | Ngày sinh (tuổi)            | Trận | Bàn | Câu lạc bộ   |
| -- | -- | ---------------------- | --------------------------- | ---- | --- | ------------ |
| 1  | TM | Sujan Perera           | 18 tháng 7, 1982 (36 tuổi)  | 19   | 0   | Club Eagles  |
| 22 | TM | Danushka Rajapaksha    | 17 tháng 5, 1993 (25 tuổi)  | 0    | 0   | New Young's  |
| 30 | TM | Kavish Fernando        | 25 tháng 5, 1995 (23 tuổi)  | 0    | 0   | Colombo FC   |
|    |    |                        |                             |      |     |              |
| 2  | HV | Subash Madushan        | 31 tháng 5, 1990 (28 tuổi)  | 13   | 1   | Navy SC      |
| 3  | HV | Bandara Warakagoda     | 13 tháng 10, 1986 (31 tuổi) | 20   | 0   | Army SC      |
| 4  | HV | Yogendran Puslas       | 4 tháng 4, 1990 (28 tuổi)   |      |     | New Young's  |
| 12 | HV | Jude Supan             | 30 tháng 7, 1998 (20 tuổi)  | 1    | 0   | Renown       |
| 24 | HV | Charitha Mudiyanselage | 26 tháng 12, 1992 (25 tuổi) | 1    | 0   | Colombo FC   |
| 28 | HV | Harsha Fernando        | 21 tháng 11, 1992 (25 tuổi) | 1    | 0   | Air Force SC |
|    |    |                        |                             |      |     |              |
| 7  | TV | Mohamed Rifnas         | 9 tháng 1, 1995 (23 tuổi)   | 13   | 3   | Colombo FC   |
| 8  | TV | Asikur Rahuman         | 31 tháng 12, 1993 (24 tuổi) | 13   | 1   | Army SC      |
| 9  | TV | Kavindu Ishan          | 17 tháng 10, 1992 (25 tuổi) | 19   | 1   | Air Force SC |
| 11 | TV | Dilan De Silva         | 13 tháng 9, 1988 (29 tuổi)  | 1    | 0   | Colombo FC   |
| 13 | TV | Mariyathas Nitharshan  | 14 tháng 5, 1994 (24 tuổi)  | 1    | 0   | Renown       |
| 17 | TV | Sasanga Dilhara        | 10 tháng 6, 1999 (19 tuổi)  |      |     | Ratnam       |
| 19 | TV | Afeel Mohamed          | 9 tháng 7, 1996 (22 tuổi)   | 2    | 0   | Colombo FC   |
| 20 | TV | Chameera Sajith        | 29 tháng 1, 1993 (25 tuổi)  | 17   | 0   | Army SC      |
|    |    |                        |                             |      |     |              |
| 10 | TĐ | Zohar Mohamed Zarwan   | 23 tháng 4, 1996 (22 tuổi)  | 14   | 1   | Colombo FC   |
| 14 | TĐ | Mohamed Fazal          | 30 tháng 4, 1990 (28 tuổi)  | 3    | 1   | Colombo FC   |
| 21 | TĐ | Asela Madushan         | 9 tháng 12, 1999 (18 tuổi)  | 1    | 0   | Renown       |